# ساواش دینچل
ساواش دینچل (انگلیسی: Savaş Dinçel; ۱ آوریل ۱۹۴۲ – ۲۰ دسامبر ۲۰۰۷) بازیگر، کاریکاتوریست اهل ترکیه بود.
از فیلم‌ها یا برنامه‌های تلویزیونی که وی در آن نقش داشته‌است می‌توان به بازگشت به خانه، خیابان یخزده، و جمهوری اشاره کرد.